# Аманда Лир
Аманда Лир (енгл. Amanda Lear; Сајгон или Хонгконг) је песникиња, композиторка, сликарка, ТВ водитељка, глумица и књижевница, француског порекла. Отац јој је био француски официр британског порекла, а мајка руско-азијског. Осим своја два матерња језика (француски и енглески), она је говорила још и немачки, италијански и шпански језик. Захваљујући своме синглу Follow Me, постала је суперстар у Немачкој и Италији.

Аманда Лир започела је своју каријеру као модел, средином 1960-их, а такође је била и муза шпанског надреалистичког сликара Салвадора Далија. Први пут је доспела у жижу јавности као модел за омот албума групе Рокси Мјузик, под називом For Your Pleasure, 1973. године. Од средине 70-их до раних 80-их година, била је „Диско краљица“ са милион продатих албума, углавном у континенталној Европи и Скандинавији. Неки од њених највећих хитова били су: Queen of Chinatown, Blood and Honey, Follow Me, Enigma (Give a Bit of Mmh to Me) и Fashion Pack.
Средином 1980-их Лирова је заузела место једне од водећих медијских личности у континенталној Европи, посебно у Италији и Француској, где је гостовала у многим популарним шоу-програм емисијама. Од 1990-их њено време је било подељено између музике, телевизије, писања, снимања филмова и изграђивања њене каријере као сликарке. Она тренутно живи у Сентетијену ди Гре (Saint-Étienne-du-Grès) у близини Авињона у јужној Француској.